# Marij Semolič
Marij Semolič, slovenski častnik, vojaški pilot in letalski as, * 21. september 1916, Bruck an der Leitha, † 1973, Opatje selo.

## Življenjepis
Semolič se je v mladosti izšolal za pilota, zato je bil leta 1938 ob naboru v Italijanske oborožene sile dodeljen Italijanskemu vojnemu letalstvu. Končal je podčastniško šolo in postal narednik.
Vojaški rok je odslužil junija 1939, a so ga zaradi bližajoče vojne obdržali v aktivni sestavi. 24. junija 1940 je dosegel svojo prvo zračno zmago, ko je sestrelil francoski lovec Morane-Saulnier M.S.406. Februarja 1940 je bil premeščen na Rodos, od koder je sodeloval v napadih na otok Kreto; septembra istega leta je sestrelil še britanski bombnik Vickers Wellington in izvidniško letalo Martin B-26 Marauder.
Spomladi 1942 je bil premeščen na vzhodno fronto, kjer je opravil 10 bojnih poletov, a ni srečal nobenega nasprotnika. V tem času se je odločil, da prebeži k Sovjetom, a je pomotoma pristal v prednjih nemških vrstah, nakar se je vrnil v matično enoto.
Aprila 1943 je bil poslan nazaj v Italijo, nato pa v Afriko. Ker ni hotel oditi v Afriko, je pri pristajanju namenoma zapeljal med parkirana letala in poleg svojega uničil še dve drugi letali. Komisija, ki je preiskovala »nesrečo«, ga je vseeno spoznala za bojno sposobnega. Bil je premeščen na jug Italije, kjer je nato v enem mesecu sestrelil štiri štirimotorne bombnike in dva Spitfira.
Ob kapitulaciji Italije je takoj prestopil v zavezniško italijansko vojno letalstvo; v spopadih nad Dalmacijo in Črno goro je sestrelil dva lovca Messerschmitt Bf 109 in eno transportno letalo Junkers Ju 52.
Februarja 1944 je vstopil v NOVJ in bil poslal v 1. letalsko bazo NOVJ, od koder so ga poslali v Egipt, kjer je postal pilot v 1. lovski eskadrilji NOVJ. V tej enoti je opravil 37 bojnih poletov; ob koncu vojne je bil zastavnik.
Bil je premeščen v 4. letalsko divizijo, opremljeno z sovjetskimi lahkimi dvomotornimi letali Petljakov Pe-2; postal je pomočnik poveljnika polka. Zaradi zdravstvenih težav je dobil prepoved letenja na lovskih letalih in je tako moral presedlati na transportna letala. Letal je kot prvi pilot na Junkers Ju 52, s katerim je delal tudi lupinge, zakar je bil tudi kaznovan.
Zaradi vse večjih zdravstvenih težav se je leta 1962 upokojil.
V vojaški karieri je opravil 5.133 poletov v 4.234 urah letenja na 23 tipih letal.

## Odlikovanja
- Vojaški križec kraljevine Italije  (Croce di guerra al valor militare)
- Red za hrabrost